# 皇后山公共運輸交匯處
皇后山公共交通總站（英語：Queens Hill Public Transport Terminus）是位於香港新界北區龍馬路，皇順樓旁皇后山邨皇頤樓對出。

## 歷史
- 2022年1月18日：此站之禁區範圍生效，但未有路線即日進駐此站，同年1月26日此站啟用。[1]

## 總站路線資料

### 城巴56A線
- 屯門（菁田及和田） ↔ 粉嶺皇后山

於2022年9月30日投入服務，途經菁田邨、和田邨、屯門醫院、欣田邨、兆康苑、上水站、天平邨及聯和墟，只於平日繁忙時間提供服務。

### 九龍巴士78A線
- 粉嶺（皇后山） ↺ 粉嶺站

由九龍巴士營運的一條全日服務循環路線，提供皇后山往來聯和墟及粉嶺的巴士服務，於2021年11月30日起投入服務。

### 九龍巴士78B線
- 粉嶺（皇后山） ↔ 上水（彩園）

由九龍巴士營運的一條路線，提供皇后山往來龍躍頭、粉嶺百和路、上水清河邨及彩園邨，於2022年9月5日起投入服務，只在星期一至五繁忙時間提供服務。

### 城巴78C線
- 粉嶺皇后山 ↔ 啟德

由城巴營運的一條路線，提供皇后山、軍地及馬尾下經龍山隧道、吐露港公路、大老山隧道及觀塘繞道往來牛頭角、觀塘市中心及九龍灣商貿區的巴士服務，於2023年8月19日起投入服務 ，只在星期六、日及公眾假期全日提供服務。

### 城巴78P線
- 粉嶺皇后山 →觀塘

由城巴營運的一條路線，於2024年2月19日起投入服務，提供皇后山、軍地及馬尾下經龍山隧道、吐露港公路、大老山隧道、九龍灣、牛頭角及觀塘市中心的巴士服務，只於星期一至五上午繁忙時間提供服務

### 城巴78X線
- 粉嶺皇后山 ↔ 啟德

由城巴營運的一條路線，提供皇后山、軍地及馬尾下經龍山隧道、吐露港公路、大老山隧道及觀塘繞道往來觀塘商貿區及九龍灣商貿區的巴士服務，於2021年11月30日起投入服務，只在星期一至五全日提供服務。

### 城巴79線
- 粉嶺皇后山 ↔ 大圍站

由城巴營運的一條全日服務路線，提供皇后山、軍地及馬尾下經龍山隧道及吐露港公路往來太和、大埔中心、廣福邨、源禾路、沙田圍及秦石邨的巴士服務，於2024年8月25日起投入服務。

### 城巴79P線
- 粉嶺皇后山 ↔ 高鐵西九龍站

由城巴營運的一條繁忙時間路線，提供皇后山、軍地及馬尾下經龍山隧道、吐露港公路、青沙公路往來南昌站、大角咀、旺角、油麻地及尖沙咀的巴士服務，於2023年8月21日起投入服務，只於星期一至五繁忙時間提供服務。

### 城巴79X線
- 粉嶺皇后山 ↔ 長沙灣（甘泉街）

由城巴營運的一條全日服務路線，提供皇后山、軍地及馬尾下經龍山隧道、吐露港公路、青沙公路往來大角咀、旺角及深水埗的巴士服務，於2021年11月30日起投入服務。

### 九龍巴士278A線
- 粉嶺（皇后山） ↔ 荃灣（如心廣場）

由九龍巴士營運的一條路線，為278X的輔助線，提供皇后山、聯和墟及祥華邨經粉嶺公路、吐露港公路、城門隧道往來梨木樹邨、葵涌及荃灣的巴士服務，於2017年7月15日起投入服務。

### 過海隧道巴士679線
- 粉嶺皇后山邨 ↔ 中環（香港站）

由城巴獨營的一條過海路線，提供皇后山、軍地及馬尾下經龍山隧道、吐露港公路、大老山隧道、觀塘繞道及東區海底隧道往來北角、銅鑼灣及灣仔的巴士服務，於2022年1月26日起投入服務，只在星期一至五上午繁忙時間於皇后山開出2班及下午繁忙於中環開出1班。

### 過海隧道巴士979線
- 粉嶺皇后山邨 ↔ 中環（香港站）

由城巴獨營的一條過海路線，提供皇后山、軍地、馬尾下經龍山隧道、吐露港公路、青沙公路及西區海底隧道往來上環及金鐘的巴士服務，於2022年1月26日起投入服務，只在星期一至五上午繁忙時間於皇后山及下午繁忙於中環各開出1班。

## 途經路線資料

### 九龍巴士N78線
- 上水 ↔ 沙頭角

由九龍巴士營運的一條路線，提供上水、彩園邨、港鐵粉嶺站、聯和墟往來皇后山邨、孔嶺及沙頭角的通宵巴士服務，於2021年11月30日起投入服務，只在每天深宵於上水開出2班及每天深宵於沙頭角開2班。

## 車坑分佈
| 車坑分佈（以入口最左邊起計） | 車坑分佈（以入口最左邊起計） | 車坑分佈（以入口最左邊起計）                                                  |
| 車坑編號                     | 座向                         | 路線                                                                          |
| ---------------------------- | ---------------------------- | ----------------------------------------------------------------------------- |
| 1                            | 西面                         | 落客站                                                                        |
| 2                            | 西面                         | 城巴56A、78C、78X、79P、79X線 九龍巴士78A、78B、278A線 過海隧道巴士679、979線 |
| 3                            | 東面                         | 城巴56A、78C、78P、78X線 過海隧道巴士679、979線                               |
| 4                            | 東面                         | 城巴79P、79X線                                                                |
| 5                            | 東面                         | 九龍巴士78B、278A線                                                           |
| 6                            | 東面                         | 九龍巴士78A、N78線                                                            |

- 有紅字班次為雙向途經。
- 有藍字班次為往山麗苑方向。

## 外部連結
- 香港巴士大典上的相关条目：皇后山公共運輸交匯處